# Moises Arias
Moises Arias (sinh ngày 12 tháng 4 năm 1994) là một diễn viên người Mỹ gốc Latin. Moises nổi tiếng với vai Rico trong bộ phim truyền hình Hannah Montana.

## Danh sách phim tham gia
| Năm                             | Tựa                                   | Vai                             | Ghi chú                           |
| ------------------------------- | ------------------------------------- | ------------------------------- | --------------------------------- |
| 2009                            | Phineas & Ferb                        | Fred                            | Lồng tiếng, khách mời             |
| 2008                            | Dadnapped                             | Andre                           | Disney Channel Original Movie     |
| 2007                            | S.O.S. music video for Jonas Brothers | Kid who steals Joe's girlfriend | Cameo                             |
| 2007                            | The Perfect Game                      | Mario                           | Production                        |
| 2007                            | Disney Channel Games                  | chính mình                      | Red Team                          |
| 2007                            | Hannah Montana                        | Rico                            | Vai phụ (mùa 1) Vai chính (mùa 2) |
| 2006                            | Hannah Montana                        | Rico                            | Vai phụ (mùa 1) Vai chính (mùa 2) |
| Disney Channel Games            | chính mình                            | Red Team                        |                                   |
| Water and Power                 | Gibby; Gabby; Deer Dancer             | Stage                           |                                   |
| Nacho Libre                     | Juan Pablo                            | Phim                            |                                   |
| The Suite Life of Zack and Cody | Randall                               | Khách mời                       |                                   |
| 2005                            | Everybody Hates Chris                 | Kid                             | Cameo                             |